# Uggiano la Chiesa
Uggiano la Chiesa es una localidad italiana de la provincia de Lecce, región de Puglia, con 4.377 habitantes.

## Evolución demográfica
| Gráfica de evolución demográfica de Uggiano la Chiesa entre 1861 y 2001 |
|                                                                         |
| Fuente ISTAT - elaboración gráfica de Wikipedia                         |